# 아느트카비르
아느트카비르(튀르키예어: Anıtkabir)는 튀르키예의 초대 대통령이자 전쟁 영웅인 무스타파 케말 아타튀르크의 영묘이다. 아느트카비르는 추모 묘(memorial tomb)라는 뜻을 가지고 있다. 아느트카비르는 앙카라에 위치해 있다. 1941년 튀르키예 정부가 개최한 무스타파 케말 아타튀르크의 묘를 만들기 위한 디자인 대회에서 선정된 건축가이자 교수인 에민 오낫(Emin Onat)과 조교수인 아흐멧 오르한 아르다(Ahmet Orhan Arda)가 설계했다.
또한, 아느트카비르에는 터키 공화국의 두 번째 대통령인 이스메트 이뇌뉘의 묘도 조성되어 있다. 이스메트 이뇌뉘의 묘는 무스타파 케말 아타튀르크의 영묘의 정 반대편에 놓여 있다.
아느트카비르는 1966년에서 1987년까지, 그리고 1997년부터 2009년까지 튀르키예 리라 도면에 그려져 있었다.

## 방문객
2005년에 약 380만 명의 사람이 아느트카비르를 방문했고, 2006년에는 815만 명의 사람이 방문했다. 2007년 11월 10일 69번째 무스타파 케말 아타튀르크의 사망일 행사 때는 546,620명(외국인 2,420명 포함)의 사람이 아느트카비르를 찾았다. 이 기록은 역대 단일 최다 인원 입장이다. 2007년 11월까지 약 1,100만 명의 사람이 방문했다.
2012년 11월 10일에는 413,568명이 방문했다. 2013년 10월 29일 튀르키예 공화국 기념일에는 438,451명이 방문했고, 같은해 11월 10일에는 1,089,615명이 방문해 신기록을 다시 썼다.

## 건설
아느트카비르가 세워지기 전에는 라사테페(Rasattepe, 전망언덕)라고 불리던 지역이었다. 이 지역은 당시 앙카라의 중앙에 위치해 있어서 앙카라 모든 곳을 볼 수 있다. 이 지역에는 프리기아 문명의 유물이 발굴되었다. 이 유물들은 발굴되 앙카라 울루스에 위치한 아나톨리아 문명 박물관에 전시되어 있다.
아느트카비르의 건설은 9년이 소요됐고, 1944년 10월 9일 주춧돌을 세우는 것을 시작으로 착공됐다. 첫번째 건설 단계는 예비 발굴과 사자의 길을 세우는 것으로 1944년 10월 9일에 시작해, 1945년에 끝났다.

## 사진

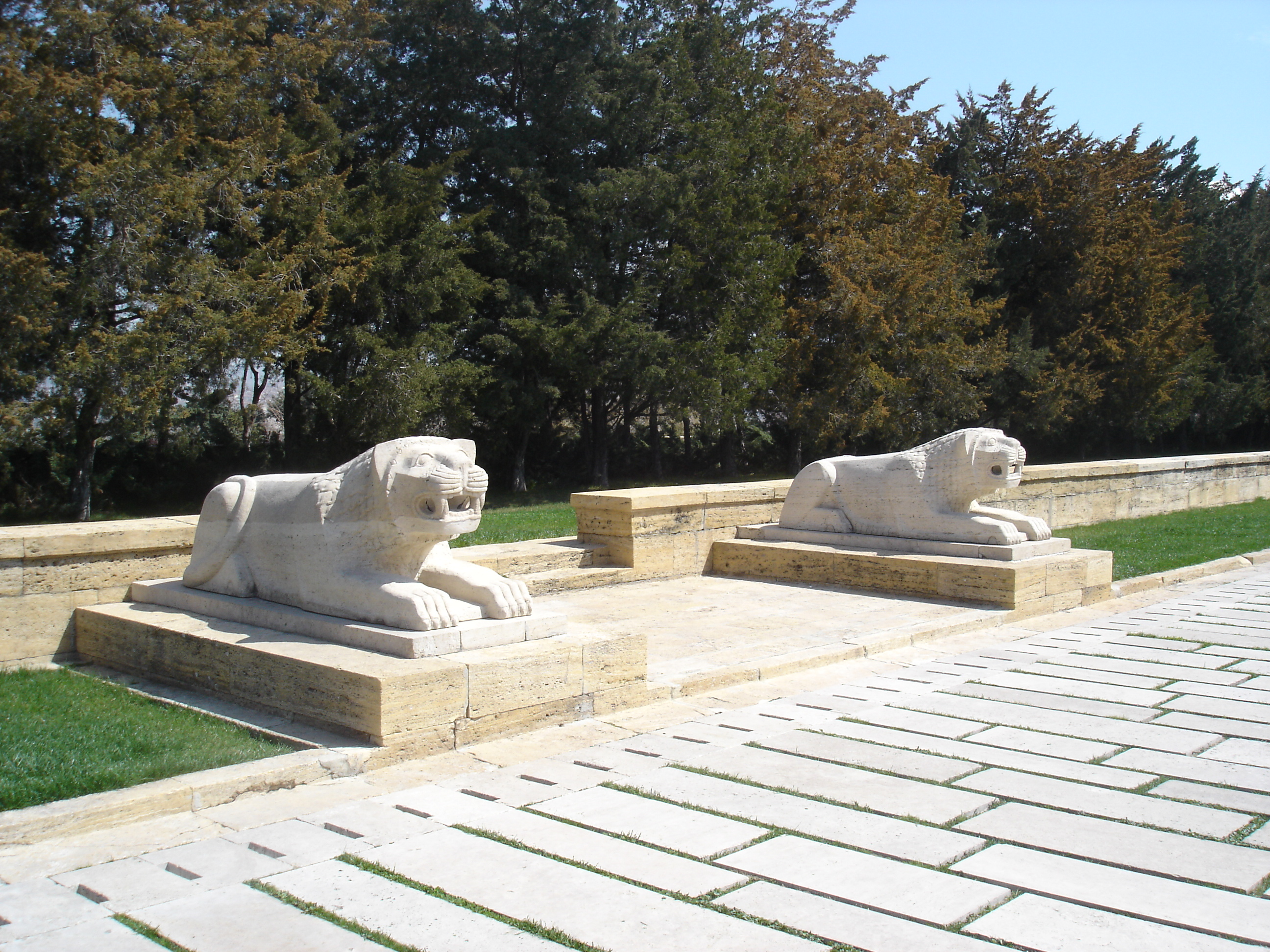
사자의 길
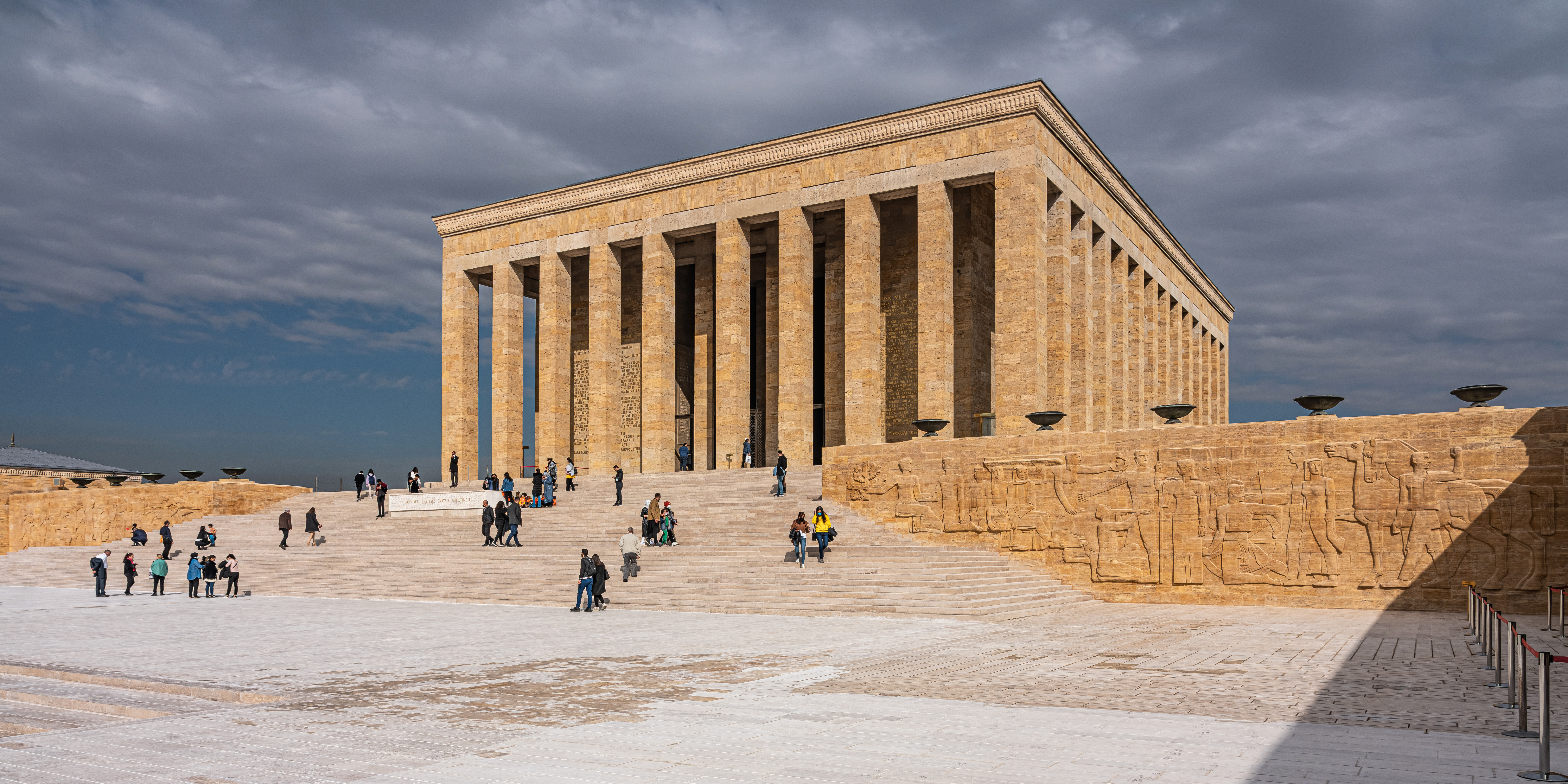

## 같이 보기
- 튀르키예 독립 전쟁